# Байгужино
Байгу́жино (рос. Байгужино, башк. Байғужа) — присілок у складі Зілаїрського району Башкортостану, Росія. Входить до складу Верхньогалеєвської сільської ради.
Населення — 253 особи (2010; 275 в 2002).
Національний склад:
- башкири — 99%